# Чирок
Чиро́к (рос. Чирок) — селище у складі Красноуральського міського округу Свердловської області.
Населення — 23 особи (2010, 51 у 2002).
Національний склад населення станом на 2002 рік: росіяни — 74 %.